# Государственный секретарь (дореволюционная Франция)
Государственный секрета́рь, также статс-секретарь (фр. secrétaire d'État) — во Франции старого режима звание королевских служащих, деятельность которых соответствовала сегодняшнему министру. Каждый государственный секретарь заведовал одним из ведомств короля (королевским двором, внешними сношениями, военным, военно-морским, верований, столичным) и ставил свою подпись на королевских приказах. Звание существовало с 1547 года, но приобрело важное значение только после 1588 года.
Ведомства без государственных секретарей: правосудием заведовал канцлер, финансами — суперинтендант финансов и генеральный контролёр.

## История
Первоначально это были канцелярские чиновники, состоявшие в распоряжении королевского совета, через руки которых проходили депеши, адресованные совету; на них же лежала обязанность составлять — по поручению совета — различные послания и отправлять их по назначению. С расширением правительственной деятельности совета и возвышением его значения, и с усложнением административного делопроизводства, государственные секретари приобретали всё более активную роль во все более бюрократической деятельности совета, превратившись постепенно в фактических начальников некоторых центральных ведомств, в которых можно видеть зародыши будущих министерств.
После Ришельё история государственного секретариата была историей беспрерывного роста его правительственного значения, и под конец старого порядка центр тяжести всей правительственной деятельности переместился из королевского совета в министерства (включая и генеральный контроль), тогда как королевский совет, наоборот, превратился в простое орудие в руках министров.
Наряду с государственными секретарями выдвинулось постепенно другое высшее должностное лицо, которое вскоре начало даже заслонять собою государственных секретарей — суперинтендант финансов.